# شمرس
شَمْرَس (الاسم العلمي: Monstera)، جنس نباتات مُزهرة من فصيلة اللوفية. تضم حوالي 50 نوعًا. مواطنها المناطق الاستوائية في الأمريكتين.